# بيدرو ريستريبو
بيدرو ريستريبو (بالإسبانية: Pedro Restrepo)‏ هو فنان كولومبي، (و. 1918 – 2012 م).